# Redondo (Portugal)
Redondo est une ville du Portugal, chef-lieu d'une municipalité du district d'Évora, dans l'Alentejo.

## Géographie
La municipalité, d'une superficie de 369,51 km2, est limitée au nord par Estremoz et Borba, à l'est par Vila Viçosa et Alandroal, au sud par Reguengos de Monsaraz et à l'ouest par Évora. Son altitude varie entre 653 et 188 mètres.
Sa population s'élève, au recensement de 2011, à 7 031 habitants, dont 5 733 dans la ville elle-même. Redondo subit une baisse constante de sa population depuis 1960, alors qu'elle s'élevait à près de 12 000 habitants.

Redondo comporte deux freguesias: Montoito et Redondo.

## Histoire
La fondation de Redondo remonte à 1250, pendant le règne d'Alphonse III. Fortifiée par Denis Ier au début du XIIIe siècle, elle perdit de l'influence par la suite. En 1418, Jean Ier lui octroya des privilèges, si bien que Redondo retrouva une certaine importance.

## Économie
Les vins de Redondo sont classés dans la DOC Alentejo.

## Patrimoine
- Anta da Herdade da Candieira : un dolmen vieux de plus de 5 000 ans.
- Anta de Vidigueira : un dolmen classé Monumento Nacional.
- Pedra do Galo : une formation rocheuse de très grande taille.

## Personnalités liées
- Bruno Pires, né en 1981 à Redondo, coureur cycliste.
- Hernâni Cidade (1887-1975), journaliste, critique littéraire, militaire, essayiste, historien et professeur d'université.

## Jumelage
Redondo est jumelée avec Gien  France.